# Àcid gòrlic
L'àcid gòrlic, de nom sistemàtic àcid (E)-13-ciclopent-2-en-1-iltridec-6-enoic, és un àcid carboxílic de cadena lineal amb tretze àtoms de carboni, un doble enllaç entre els carbonis 6 i 7 i té enllaçat al carboni 13 un grup 2-ciclopen-1-il, la qual fórmula molecular és {\displaystyle {\ce {C18H30O2}}}. En bioquímica és considerat un àcid gras rar que només es troba en algunes plantes.

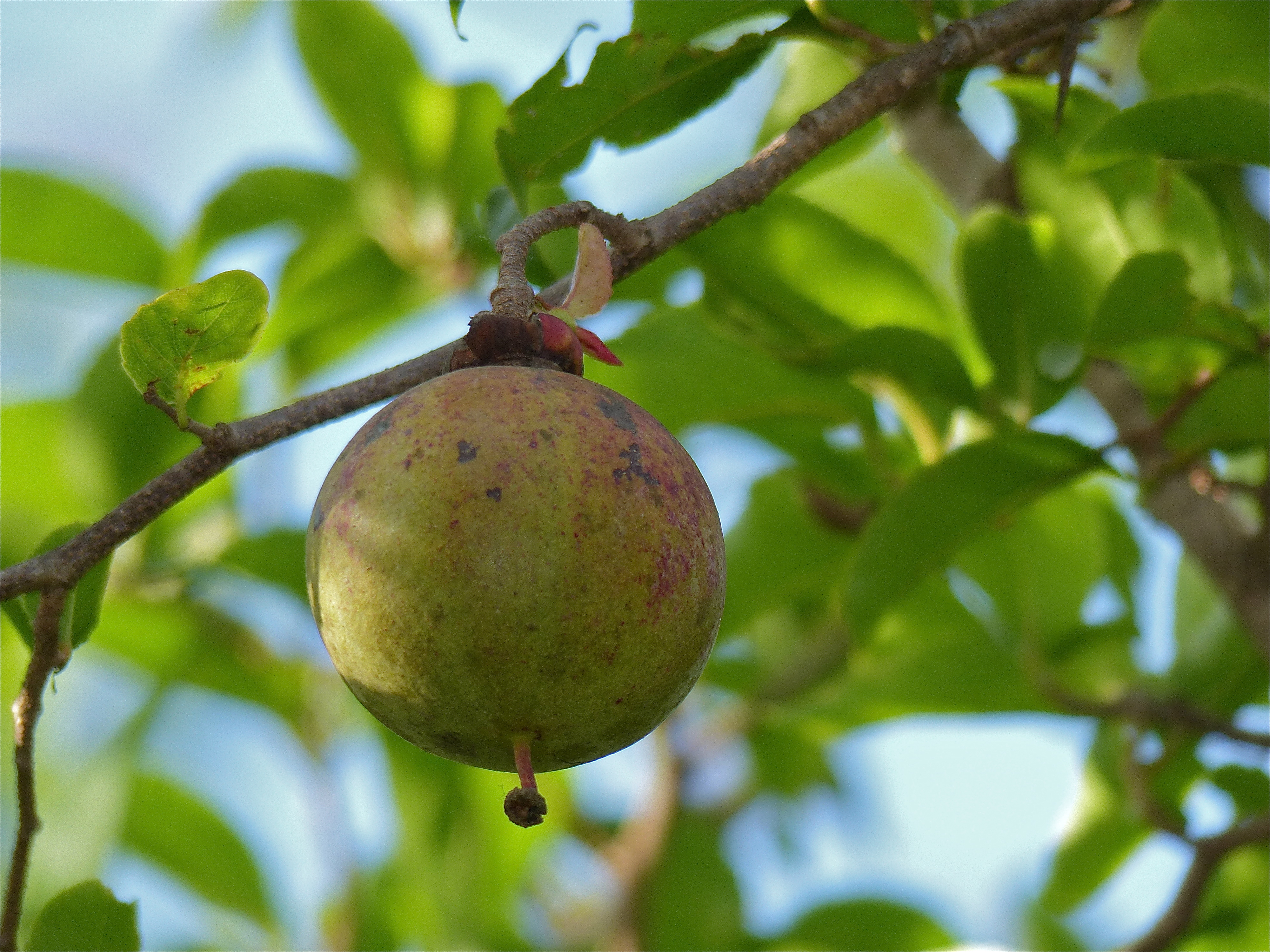
Fruit dOncoba spinosa

A temperatura ambient és un líquid el qual punt de fusió és 6,0 °C, i bull a només 10 mm Hg a 232 °C. L'isòmer òptic és dextrorotatori (+60,7° a 25 °C). Fou aïllat per primera vegada de l'oli de les llavors de l'arbre tropical de l'oest africà Oncoba echinata, anomenat gorli en l'idioma local, pels químics francesos E. André i D. Jouatte el 1928. Del nom comú de la planta en derivaren el nom comú àcid gòrlic.
Les llavors d'un gran nombre d'arbusts i arbres pertanyents a l'antiga família de plantes flacourtiàcies (actualment acariàcies i salicaceae), contenen lípids que es caracteritzen pels seus àcids grassos amb ciclopentenils, un d'ells és l'àcid gòrlic. Les proporcions en els olis de les llavors són: Hydnocarpus kurzii (22,6-25,1 %); Caloncoba echinata (23,3 %); Taraktogenos merrilliana (19,7 %); Hydnocarpus anthelminticus (14 %); Hydnocarpus wightiana (10-13,8 %); i altres en menor proporció.